# North Charleroi
North Charleroi är en ort av typen borough i Washington County i delstaten Pennsylvania, USA. Vid folkräkningen år 2010 bodde 1 313  personer på orten. Den har enligt United States Census Bureau en area på totalt 1 km², allt är land.